# Adolf Chronicki

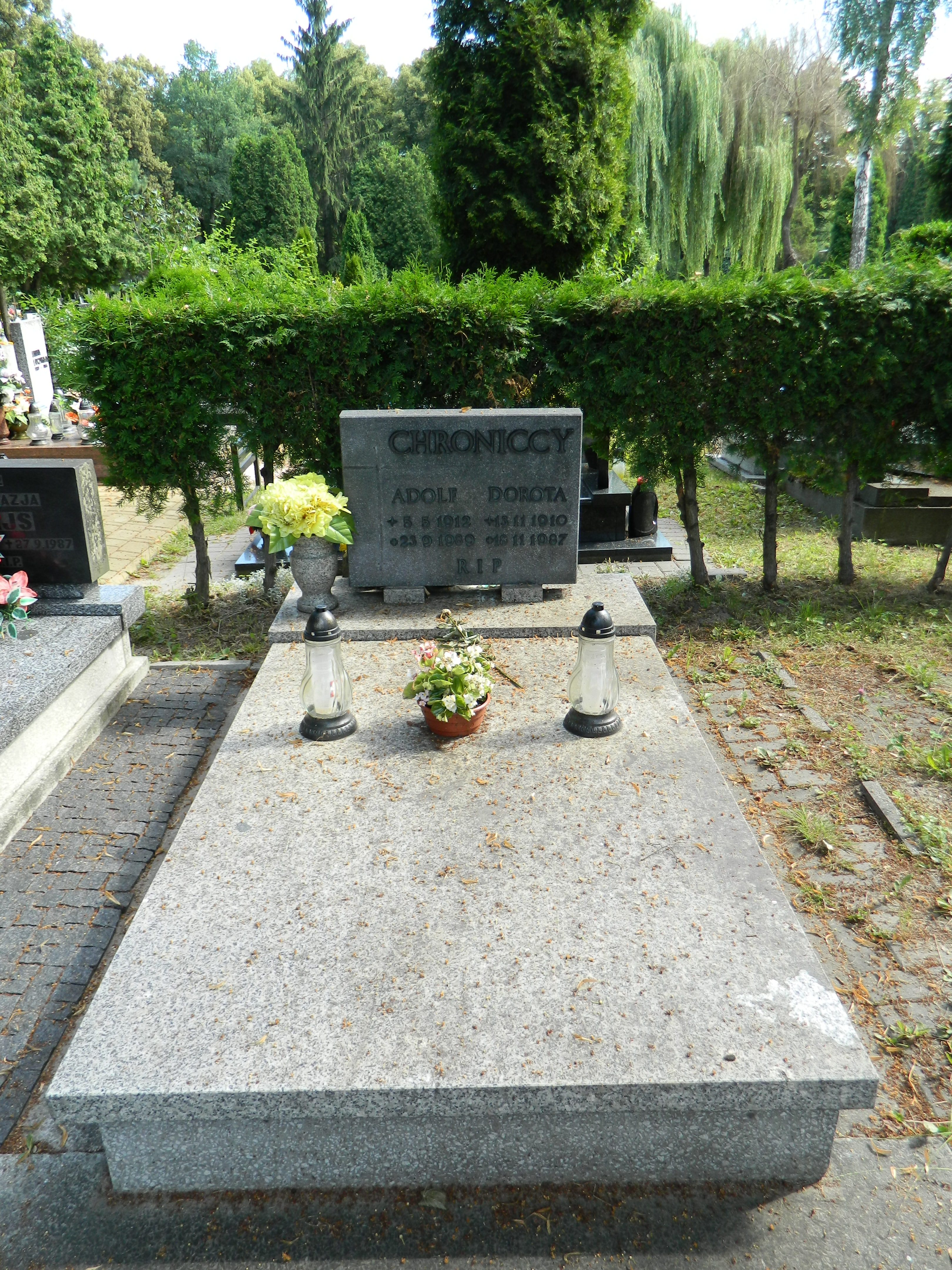
Grób Adolfa Chronickiego na cmentarzu Centralnym w Gliwicach (sektor A2, rząd A, miejsce 5)

Adolf Chronicki (ur. 5 maja 1912 w Laskowcach, zm. 23 września 1989 w Gliwicach) – polski aktor, reżyser, dyrektor i kierownik artystyczny w Teatrze Dramatycznym im. Jerzego Szaniawskiego w Wałbrzychu od 1 września 1970 do 31 grudnia 1974.

## Życiorys
Adolf Chronicki urodził się 5 maja 1912 roku w Laskowcach koło Tarnopola na Ukrainie. W 1934 roku ukończył prawo na Uniwersytecie Jana Kazimierza we Lwowie. Przed wybuchem II wojny światowej występował m.in. w Teatrze Komedia Muzyczna w Krakowie. Po wojnie aktor występował na deskach Teatru Kameralnego Domu Żołnierza w Łodzi (1945–1947), Teatru Dramatycznego we Wrocławiu (1947–1953), Teatru Rozmaitości we Wrocławiu (1953–1966, także dyrektor naczelny i artystyczny), Teatru Polskiego we Wrocławiu (1966–1971), Teatru Dramatycznego w Wałbrzychu (1970–1974, także dyrektor naczelny i artystyczny) i Teatru im. Jana Kochanowskiego w Opolu (1975–1989). Od 1962 roku miał uprawnienia reżyserskie i sporadycznie reżyserował w teatrach. Zmarł 23 września 1989 roku w Gliwicach. Został pochowany na cmentarzu Centralnym w Gliwicach (kwatera A2 – A – 5).

## Filmografia
| Filmy |                                     |                                                               |                                     |
| Rok   | Tytuł                               | Rola                                                          | Uwagi                               |
| 1946  | W chłopskie ręce                    | milicjant                                                     | niewymieniony w napisach            |
| 1953  | Celuloza                            | porucznik Gedroniec                                           |                                     |
| 1954  | Niedaleko Warszawy                  | porucznik UB                                                  |                                     |
| 1956  | Cień                                | Karbowski                                                     |                                     |
| 1957  | Pętla                               |                                                               | niewymieniony w napisach            |
| 1958  | Popiół i diament                    | Podgórski, asystent Szczuki                                   |                                     |
| 1958  | Pigułki dla Aurelii                 | major Łużyc, dowódca oddziału, sprzedawca w sklepie muzycznym |                                     |
| 1958  | Krzyż Walecznych                    | Ołdak                                                         |                                     |
| 1958  | Dezerter                            | dowódca Steinera                                              |                                     |
| 1959  | Sygnały                             | strażnik w magazynach Urzędu Celnego                          |                                     |
| 1960  | Szklana góra                        | dyrektor kamieniołomów                                        |                                     |
| 1960  | Spotkania w mroku                   | SS-man                                                        | niewymieniony w napisach            |
| 1961  | Ogniomistrz Kaleń                   | kierowca Kotlak                                               |                                     |
| 1963  | Ubranie prawie nowe                 | mecenas, gość dyrektorstwa                                    |                                     |
| 1963  | Ostatni kurs                        | Burycz, dyrektor garbarni                                     |                                     |
| 1964  | Agnieszka 46                        | oficer na apelu poległych, były żołnierz kompanii             |                                     |
| 1965  | Niekochana                          | major, syn dziedziczki                                        |                                     |
| 1965  | Miejsce dla jednego                 | oficer MO                                                     |                                     |
| 1966  | Ściana Czarownic                    | delegat Polskiego Związku Narciarskiego                       |                                     |
| 1966  | Cała naprzód                        | Eryk, reżyser filmu „Lochy Elsinoru”                          | opowieść 1                          |
| 1969  | Sąsiedzi                            | Jóźwiak, instruktor LOPP                                      |                                     |
| 1969  | Jak rozpętałem drugą wojnę światową | polski kapitan na granicy polsko-niemieckiej                  | niewymieniony w napisach; część 1   |
| 1971  | Zaraza                              | minister                                                      |                                     |
| 1971  | Kardiogram                          | dyrektor szkoły Wojciechowski, mąż Teresy                     |                                     |
| 1973  | Sekret                              | starszy pan w kawiarni                                        |                                     |
| 1975  | Partita na instrument drewniany     | żołnierz, pułkownik                                           |                                     |
| 1976  | Za rok, za dzień, za chwilę...      | inżynier Kornobis                                             |                                     |
| 1978  | Pogrzeb świerszcza                  | Krupiński                                                     |                                     |
| 1978  | Azyl                                | Kozłowski                                                     | niewymieniony w napisach            |
| 1980  | Polonia Restituta                   | Wacław Sieroszewski                                           | w części 2 niewymieniony w napisach |
| 1981  | Rdza                                | towarzysz Jańczak                                             |                                     |
| 1981  | Klejnot wolnego sumienia            | prymas Jakub Uchański                                         |                                     |
| 1983  | Dom świętego Kazimierza             | Tomasz August Olizarowski                                     |                                     |

| Produkcje telewizyjne |                             |                                              |                                                                       |
| Rok                   | Tytuł                       | Rola                                         | Uwagi                                                                 |
| 1967                  | Fatalista                   | zabity oficer                                | film telewizyjny                                                      |
| 1968                  | Stawka większa niż życie    | pułkownik Schmeck, przyjaciel Berty          | serial telewizyjny, odcinek: 12                                       |
| 1968                  | Dom w małym miasteczku      | Paweł                                        | spektakl telewizyjny                                                  |
| 1969                  | Dziewięćdziesiąty trzeci    | De La Meuge                                  | spektakl telewizyjny                                                  |
| 1971                  | Uciekła mi przepióreczka    | Przełęcki                                    | spektakl telewizyjny; także reżyseria                                 |
| 1972                  | Gruby                       | polonista Wąsowicz                           | serial telewizyjny, odcinki: 2-7                                      |
| 1973                  | Droga                       | Lewandowski, ojciec doktor Marii             | serial telewizyjny, odcinek: 6                                        |
| 1975                  | Dyrektorzy                  | Badura, dyrektor „Fabelu”                    | serial telewizyjny, odcinek: 1                                        |
| 1976                  | Znaki szczególne            | towarzysz z komitetu, przyjaciel Sochackiego | serial telewizyjny, odcinek: 4                                        |
| 1976                  | Wergili                     | dyrektor przedsiębiorstwa, oświęcimiak       | film telewizyjny                                                      |
| 1976                  | Iwona, księżniczka Burgunda | Szambelan                                    | spektakl telewizyjny                                                  |
| 1977                  | Zawisza Czarny              | Cesarz                                       | spektakl telewizyjny                                                  |
| 1978                  | Ślad na ziemi               | leśniczy                                     | serial telewizyjny, odcinek: 3                                        |
| 1978                  | Gdy wstaniemy z martwych    | prof. Rubek                                  | spektakl telewizyjny                                                  |
| 1980                  | Śmierć Iwana Iljicza        | doktor                                       | spektakl telewizyjny                                                  |
| 1982                  | Zmartwychwstanie Jana Wióro | dziadek                                      | film telewizyjny                                                      |
| 1982                  | Polonia Restituta           | Wacław Sieroszewski                          | serial telewizyjny, odcinki 3-5; w napisach wymieniony jako Chromicki |
| 1984                  | Sprawa osobista             | szatniarz w szpitalu                         | film telewizyjny, z cyklu „Zdaniem obrony”                            |

## Nagrody i odznaczenia

### Nagrody
- 1958: Nagroda prasy dolnośląskiej
- 1971: Nagroda Dolnośląskiego Towarzystwa Upowszechniania Kultury
- 1972: Medal XXV-lecia wyzwolenia Wałbrzycha
- 1985: Nagroda Ministra Kultury i Sztuki I stopnia za całokształt osiągnięć artystycznych w dziedzinie aktorstwa z okazji 50-lecia pracy artystycznej

Źródło: Filmpolski.pl.

### Odznaczenia
- 1946: Srebrny Krzyż Zasługi
- 1955: Zasłużony Działacz Kultury
- 1964: Krzyż Kawalerski Orderu Odrodzenia Polski
- 1966: Zasłużony dla Dolnego Śląska
- 1973: Złoty Krzyż Zasługi
- 1978: Zasłużony Działacz Kultury
- 1979: Krzyż Komandorski Orderu Odrodzenia Polski
- 1985: Order Sztandaru Pracy I klasy
- 1985: Medal 40-lecia

Źródło: Filmpolski.pl.